# Arrondissement Saint-Étienne
Saint-Étienne is een arrondissement van het Franse departement Loire in de regio Auvergne-Rhône-Alpes. De onderprefectuur is Saint-Étienne.

## Kantons
Het arrondissement is samengesteld uit de volgende kantons:
- Kanton Bourg-Argental
- Kanton Le Chambon-Feugerolles
- Kanton Firminy
- Kanton La Grand-Croix
- Kanton Pélussin
- Kanton Rive-de-Gier
- Kanton Saint-Chamond-Nord
- Kanton Saint-Chamond-Sud
- Kanton Saint-Étienne-Nord-Est-1
- Kanton Saint-Étienne-Nord-Est-2
- Kanton Saint-Étienne-Nord-Ouest-1
- Kanton Saint-Étienne-Nord-Ouest-2
- Kanton Saint-Étienne-Sud-Est-1
- Kanton Saint-Étienne-Sud-Est-2
- Kanton Saint-Étienne-Sud-Est-3
- Kanton Saint-Étienne-Sud-Ouest-1
- Kanton Saint-Étienne-Sud-Ouest-2
- Kanton Saint-Genest-Malifaux
- Kanton Saint-Héand